# 팬투
팬투는 (주)에프엔에스앤팬투의 전신인 에프엔에스(주)의 상표권과 캐릭터 사용권을 인수하여 새롭게 출범한 글로벌 팬덤 플랫폼 기업이다.

## 개요
팬투는 팬덤 소셜 네트워킹 플랫폼으로 다이렉트 메시지, 오픈 소셜 페이지 , 가상공간 커뮤니티 , 클럽과 같이 다양한 채널을 통해 팬들이 서로 소통할 수 있는 서비스를 제공한다.

## 용어의 정의
- 팬잇(FANiT) : 팬투의 투표권을 뜻하는 말로, 이를 활용해 앱 내 다양한 투표에 참여할 수 있다. 하루 한번 앱에 접속하면 10팬잇을 획득할 수 있으며 비정기적으로 진행하는 팬잇 2배, 페이백 등 이벤트를 통해서도 추가 획득 가능하다.

## 주요 기능

### 소통
- 클럽 : 좋아하는 주제로 유저가 직접 클럽을 개설할 수 있고 좋아하는 콘텐츠나 아티스트에 대한 이야기를 공유하거나 클럽 단위로 자료를 아카이빙할 수 있는 기능을 제공한다.

- 커뮤니티(소셜 피드) : 현재 화제가 되고 있는 콘텐츠나 이슈에 대해 익명의 유저와 정보를 공유하고 소통할 수 있는 오픈형 공간이다.

- 메신저 : 다국어 실시간 번역 기능으로 전 세계 유저와 자유롭게 대화할 수 있다.

### 리워드 시스템
콘텐츠 크리에이터 뿐 아니라 일반 유저에게도 팬잇부터 FP까지 다양한 리워드가 지급되는 시스템이 있다.

### 투표
- 생일투표 : 좋아하는 아티스트가 생일인 달 투표가 열리면 보유한 팬잇을 가지고 무료로 투표에 참여할 수 있다. 투표를 통해 순위권 아티스트에게 리워드가 지급된다. 2022년 2월 기준 1위는 엠넷 엠카운트다운 전후 CM, 2위는 신촌 유플렉스 지하 통로 전광판 (21개), 3위는 홍대입구역 내 디지털포스터 (30개) 이고, 이 외에 1위부터 5위까지 여의도 서울마리나 옥외 대형 전광판에 아티스트 영상을 송출하고 있다.

- 기타투표 : 2021년 팬투 글로벌 팬 선정 아티스트 대상을 시작으로, 밸런타인데이 등 매달 열리는 생일투표 외 비정기적 투표가 있다.

## 역대 수상자

### 생일투표
| 월/순위         | 아티스트 명             | 리워드                       | 비고        |
| --------------- | ----------------------- | ---------------------------- | ----------- |
| 2021년 10월 1위 | 엔하이픈 희승           | 놀라운토요일 방영 전 CM광고  | 기사        |
| 2021년 10월 2위 | 스트레이키즈 방찬, 리노 | 카카오톡 상단배너            | 트위터 공지 |
| 2021년 10월 3위 | UP10TION 김우석         | 신촌 유플렉스 지하 전광판    | 트위터 공지 |
| 2021년 11월 1위 | EXO 찬열                | 놀라운토요일 방영 전 CM 광고 | 기사        |
| 2021년 11월 2위 | ENHYPEN 제이크          | 카카오톡 상단 배너           | 트위터 공지 |
| 2021년 11월 3위 | 시크릿넘버 수담         | 신촌 유플렉스 지하 전광판    | 트위터 공지 |
| 2021년 12월 1위 | 샤이니 민호, 온유       | 놀라운토요일 방영 전 CM 광고 | 기사        |
| 2021년 12월 2위 | 트레저 도영             | 카카오톡 상단 배너           | 트위터 공지 |
| 2021년 12월 3위 | 트와이스 사나           | 신촌 유플렉스 옥외 전광판    | 트위터 공지 |

| 월/순위        | 아티스트 명            | 리워드                       | 비고                         |
| -------------- | ---------------------- | ---------------------------- | ---------------------------- |
| 2022년 1월 1위 | GOT7 JAY B             | 엠카운트다운 방영 전 CM광고  | 취소 공지                    |
| 2022년 1월 2위 | 블랙핑크 지수          | 카카오톡 상단배너            | 트위터 공지                  |
| 2022년 1월 3위 | EXO 디오, 카이         | 신촌 유플렉스 옥외 전광판    | 취소 공지                    |
| 2022년 2월 1위 | 스트레이키즈 아이엔    | 엠카운트다운 방영 전 CM 광고 | 기사                         |
| 2022년 2월 2위 | 레드벨벳 슬기          | 홍대입구역 디지털포스터      | 트위터 공지                  |
| 2022년 2월 3위 | 트레저 소정환          | 신촌 유플렉스 지하 전광판    | 트위터 공지                  |
| 2022년 3월 1위 | 스트레이키즈 현진      | 엠카운트다운 방영 전 CM 광고 | 기사                         |
| 2022년 3월 2위 | 블랙핑크 리사          | 홍대입구역 디지털포스터      | 트위터 공지                  |
| 2022년 3월 3위 | 트레저 지훈, 마시호    | 신촌 유플렉스 지하 전광판    | 트위터 공지                  |
| 2022년 4월 1위 | NCT 제노               | 엠카운트다운 방영 전 CM 광고 | 기사                         |
| 2022년 4월 2위 | 엔하이픈 제이          | 홍대입구역 디지털포스터      | 트위터 공지                  |
| 2022년 4월 3위 | 트와이스 채영          | 신촌 유플렉스 지하 전광판    | 트위터 공지                  |
| 2022년 5월 1위 | 트레저 요시, 방예담    | 엠카운트다운 방영 전 CM 광고 | 기사                         |
| 2022년 5월 2위 | 트와이스 다현          | 홍대입구역 디지털포스터      | 트위터 공지                  |
| 2022년 5월 3위 | 갓세븐 뱀뱀            | 신촌 유플렉스 지하 전광판    | 트위터 공지                  |
| 2022년 6월 1위 | 엔하이픈 선우          | 엠카운트다운 방영 전 CM 광고 | 기사                         |
| 2022년 6월 2위 | 트와이스 쯔위          | 홍대입구역 디지털포스터      | 유투브                       |
| 2022년 6월 3위 | NCT 태일, 해찬         | 신촌유플렉스 지하 전광판     | 트위터 공지                  |
| 2022년 7월 1위 | NCT 태용               | 엠카운트다운 방영 전 CM 광고 | 트위터 공지                  |
| 2022년 7월 2위 | 샤이니 태민            | 홍대입구역 디지털포스터      | 트위터 공지                  |
| 2022년 7월 3위 | 트레저 윤재혁          | 신촌유플렉스 지하 전광판     | 트위터 공지                  |
| 2022년 8월 1위 | 스트레이 키즈 창빈     | 엠카운트다운 방영 전 CM 광고 | 트위터 공지                  |
| 2022년 8월 2위 | 김세정                 | 홍대입구역 디지털포스터      | 트위터 공지                  |
| 2022년 8월 3위 | NCT 마크, 재민, 샤오쥔 | 신촌유플렉스 지하 전광판     | 트위터 공지                  |
| 2022년 9월 1위 | 스트레이 키즈 승민     | 엠카운트다운 방영 전 CM 광고 | 트위터 공지                  |
| 2022년 9월 2위 | 트레저 준규            | 홍대입구역 디지털포스터      | 트위터 공지                  |
| 2022년 9월 3위 | 방탄소년단 정국        | 신촌유플렉스 지하 전광판     | 정책 안내 변경 공지취소 공지 |

### 그 외 앱 투표
| 투표기간                  | 투표 주제                                     | 1위 아티스트    | 리워드                                            | 비고 |
| ------------------------- | --------------------------------------------- | --------------- | ------------------------------------------------- | ---- |
| 2021년 11월 24일~12월 2일 | Shining 2021 with you 그룹부문                | NCT127          | KBS 가요대축제 방영 전후 CM광고영상               | 기사 |
| 2021년 11월 24일~12월 2일 | Shining 2021 with you 개인부문                | 태민            | KBS 가요대축제 방영 전후 CM광고영상               | 기사 |
| 2022년 1월 7일~1월 20일   | Be My Valentine                               | 태민            | 엠카운트다운 방영 전 CM광고영상                   | 기사 |
| 2022년 2월 18일~3월 1일   | Spring Trot Singer                            | 임영웅          | 홍대입구역 디지털포스터, 서울마리나 전광판 광고   | 기사 |
| 2022년 3월 23일~4월 3일   | 2022 첫번째 스테이지 아이콘                   | 스트레이키즈    | 홍대입구역 디지털포스터 영상                      |      |
| 2022년 4월 4일~4월 13일   | Most Awaited Comeback                         | 온유            | 신촌 유플렉스 지하 전광판, 서울마리나 전광판 영상 | 기사 |
| 2022년 4월 22일~5월 1일   | 믿고 보는 연기돌                              | 김세정          | 신촌 유플렉스 지하 전광판, 서울마리나 전광판 영상 |      |
| 2022년 5월 9일~5월 18일   | Best Idol Dancer 남자 부문                    | NCT 텐          | 메가박스 시그니처 코엑스, 서울마리나 전광판 시안  | 기사 |
| 2022년 5월 9일~5월 18일   | Best Idol Dancer 여자 부문                    | aespa 카리나    | 메가박스 시그니처 코엑스, 서울마리나 전광판 시안  | 기사 |
| 2022년 5월 20일~5월 29일  | 2022 상반기 결산 베스트 보컬 남자 부문        | NCT 재현        | 메가박스 시그니처 코엑스, 서울마리나 전광판 영상  |      |
| 2022년 5월 20일~5월 29일  | 2022 상반기 결산 베스트 보컬 여자 부문        | aespa 윈터      | 메가박스 시그니처 코엑스, 서울마리나 전광판 영상  |      |
| 2022년 5월 30일~6월 8일   | 2022 상반기 결산 베스트 래퍼 남자 부문        | NCT 제노        | 메가박스 시그니처 코엑스, 서울마리나 전광판 영상  | 기사 |
| 2022년 5월 30일~6월 8일   | 2022 상반기 결산 베스트 래퍼 여자 부문        | 블랙핑크 리사   | 메가박스 시그니처 코엑스, 서울마리나 전광판 영상  | 기사 |
| 2022년 6월 10일~6월 19일  | 2022 상반기 결산 베스트 비주얼 남자 부문      | 방탄소년단 정국 | 메가박스 시그니처 코엑스, 서울마리나 전광판 시안  |      |
| 2022년 6월 10일~6월 19일  | 2022 상반기 결산 베스트 비주얼 여자 부문      | 소녀시대 태연   | 메가박스 시그니처 코엑스, 서울마리나 전광판 시안  |      |
| 2022년 7월 19일~7월 25일  | 2022 상반기 결산 베스트 아이돌 리더 남자 부문 | NCT 태용        | 메가박스 시그니처 코엑스, 서울마리나 전광판 영상  |      |
| 2022년 7월 19일~7월 25일  | 2022 상반기 결산 베스트 아이돌 리더 여자 부문 | woo!ah! 나나    | 메가박스 시그니처 코엑스, 서울마리나 전광판 영상  |      |
| 2022년 8월 3일~8월 9일    | 2022 상반기 결산 베스트 올라운더 남자 부문    | NCT 텐          | 메가박스 시그니처 코엑스, 서울마리나 전광판 영상  |      |
| 2022년 8월 3일~8월 9일    | 2022 상반기 결산 베스트 올라운더 여자 부문    | 김세정          | 메가박스 시그니처 코엑스, 서울마리나 전광판 영상  |      |
| 2022년 8월 11일~8월 17일  | 베스트 솔로 아티스트                          | 김세정          | 메가박스 시그니처 코엑스, 서울마리나 전광판 영상  |      |
| 2022년 8월 19일~8월 25일  | 베스트 군무돌                                 | NCT DREAM       | 메가박스 시그니처 코엑스, 서울마리나 전광판 영상  |      |

## 트위터 이벤트
| 투표 기간                       | 이벤트명                     | 진행 내용   | 광고 송출 | 비고           |
| ------------------------------- | ---------------------------- | ----------- | --------- | -------------- |
| 2021년 7월 28일~8월 10일        | 내 최애를 소개합니다         | 트위터 공지 | 리워드    |                |
| 2021년 9월 28일~9월 30일        | 한국말 자랑대회              | 트위터 공지 | 리워드    |                |
| 2021년 10월 13일~10월 17일      | 10월을 찢은 컴백 아티스트는? | 트위터 공지 | 리워드    |                |
| 2021년 10월 25일~10월 26일      | 내 돌의 INFP DNA             | 트위터 공지 | 리워드    |                |
| 2021년 10월 29일~10월 31일      | 수능 걱정 X 내돌은 늘 정답 O | 트위터 공지 | 리워드    |                |
| 2021년 11월 5일~11월 11일       | 내돌의 가장 빛나던 순간      | 트위터 공지 | 리워드    |                |
| 2021년 11월 9일~11월 11일       | 내돌의 ENFP DNA              | 트위터 공지 | 리워드    |                |
| 2021년 11월 22일~11월 24일      | 11월을 찢은 컴백 아티스트    | 트위터 공지 | 리워드    |                |
| 2021년 11월 23일~11월 25일      | 내돌의 귀욤뽀짝 모먼트       | 트위터 공지 | 리워드    |                |
| 2021년 11월 26일~11월 29일      | 금발 최고! 흑발 더 최고!     | 트위터 공지 | 리워드    |                |
| 2021년 11월 29일~12월 1일       | 따뜻한 미소를 가진 아티스트  | 트위터 공지 | 리워드    |                |
| 2021년 12월 10일~12월 12일      | 작고 소중한 나만의 어워드    | 트위터 공지 | 리워드    |                |
| 2021년 12월 24일~12월 26일      | 작고 소중한 나만의 어워드    | 트위터 공지 | 리워드    |                |
| 2021년 12월 30일~2022년 1월 2일 | 최애 소개 타임               | 트위터 공지 | 리워드    | 광고 송출 영상 |

| 투표 기간                | 이벤트명                    | 진행 내용   | 광고 송출 | 비고                |
| ------------------------ | --------------------------- | ----------- | --------- | ------------------- |
| 2022년 1월 14일~1월 17일 | 집 밖은 위험해              | 트위터 공지 | 리워드    | 광고 송출 영상      |
| 2022년 1월 17일~1월 19일 | 너에게 전하는 가사          | 트위터 공지 | 리워드    | 광고 송출 영상      |
| 2022년 1월 24일~1월 26일 | 초콜릿보다 달콤한 우리 사이 | 트위터 공지 | 리워드    | 광고 송출 영상      |
| 2022년 2월 4일~2월 6일   | 배경화면 덕질짤             | 트위터 공지 | 리워드    | 광고 송출 영상      |
| 2022년 2월 8일~2월 13일  | 한복 자랑 대회_그룹         | 트위터 공지 | 리워드    | 광고 송출 영상 기사 |
| 2022년 2월 8일~2월 13일  | 한복 자랑 대회_개인         | 트위터 공지 | 리워드    | 광고 송출 영상 기사 |
| 2022년 3월 4일~3월 7일   | 봄 맞이 이벤트              | 트위터 공지 | 리워드    | 광고 송출 영상      |
| 2022년 3월 14일~3월 17일 | 교복 자랑 대회              | 트위터 공지 | 리워드    | 광고 송출 영상      |
| 2022년 3월 24일~3월 28일 | 최애 온도차 이벤트          | 트위터 공지 | 리워드    | 광고 송출 영상      |
| 2022년 4월 22일~4월 25일 | 피크닉 이벤트               | 트위터 공지 | 리워드    | 광고 송출 영상      |
| 2022년 5월 13일~5월 15일 | 마이 그린 이벤트            | 트위터 공지 | 리워드    |                     |
| 2022년 5월 19일~5월 22일 | 하트 장인 이벤트            | 트위터 공지 | 리워드    | 광고 송출 영상      |
| 2022년 7월 8일~7월 12일  | 거울샷 이벤트               | 트위터 공지 | 리워드    |                     |
| 2022년 7월 14일~7월 19일 | V 포즈 이벤트               | 트위터 공지 | 리워드    |                     |
| 2022년 7월 21일~7월 24일 | 로열 패밀리 이벤트          | 트위터 공지 | 리워드    |                     |
| 2022년 7월 27일~7월 31일 | 복숭아 이벤트               | 트위터 공지 | 리워드    |                     |
| 2022년 8월 3일~8월 7일   | 천사돌 이벤트               | 트위터 공지 | 리워드    |                     |
| 2022년 8월 10일~8월 15일 | 고양이 이벤트               | 트위터 공지 | 리워드    | 광고 송출 영상      |
| 2022년 8월 16일~8월 18일 | 강아지 이벤트               | 트위터 공지 | 리워드    | 광고 송출 영상      |
| 2022년 8월 22일~8월 25일 | 가을맞이 이벤트             | 트위터 공지 | 리워드    | 광고 송출 영상      |
| 2022년 8월 25일~8월 28일 | 캐주얼 이벤트               | 트위터 공지 | 리워드    | 광고 송출 영상      |
| 2022년 8월 30일~9월 1일  | 달토끼 이벤트               | 트위터 공지 | 리워드    | 광고 송출 영상      |
| 2022년 9월 1일~9월 4일   | 블링블링 이벤트             | 트위터 공지 | 리워드    | 광고 송출 영상      |
| 2022년 9월 2일~9월 5일   | 책보다 너 이벤트            | 트위터 공지 | 리워드    | 광고 송출 영상      |